# Wolfsklippen
Wolfsklippen es una montaña de granito, 723 m sobre el nivel del mar, en las montañas de Harz en la Alemania Central, con una plataforma de observación en la cima. La montaña se encuentra al noreste del Brocken, la elevación más alta del Harz, a unos 200 m al este de la carretera camino desde Drei Annen Hohne a Plessenburg.